# خطة شاملة

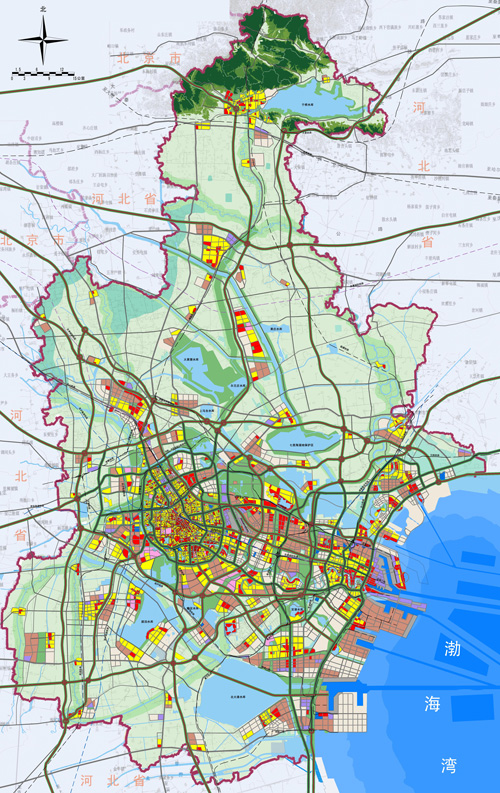

الخطة الشاملة (بالإنجليزية: Comprehensive planning)‏، هي عملية تُحدد أهداف المجتمع وتطلعاته من حيث التنمية المجتمعية. ونتائج التخطيط الشامل هي الخطة الشاملة التي تملي السياسة العامة من حيث النقل، والمرافق، واستخدام الأراضي، والترفيه، والإسكان. وتشمل الخطط الشاملة عادة مناطق جغرافية كبيرة، ومجموعة واسعة من المواضيع، وتغطي أفقا زمنيا طويل الأجل.

وتُعتبر الخطة الشاملة وثائق تصف رؤى المجتمع للنمو في المستقبل على مستوى الدولة، أو الإقليم، أو على المستوى المحلي. حيث تصف الخطط الشاملة الخطط العامة والسياسات لكيفية نمو المجتمعات مستقبلاً والأدوات التي سيتم استخدامها لتوجيه قرارات استخدام الأراضي، وتعطي عموما، توصيات بعيدة المدى لنمو المجتمع.